# 쌩
쌩은 대한민국의 헤비 메탈 음악가이다. 본명은 원상욱이다. 쌩은 2002년 신해철이 비트겐슈타인 이후 넥스트의 새로운 멤버들을 모을 때 베이시스트로 합류했다. 그리고 2004년 넥스트가 7년만에 발표했던 신보인 5집《The Return Of N.EX.T Part 3 - 개한민국》까지 활동을 하고 2006년 1월 넥스트를 탈퇴하게 된다. 그리고 2007년, 솔로로서 디지털 싱글 〈I'm So Cold〉를 내놓았다.

## 참여 및 발매 음반
- 2004, 넥스트: The Return Of N.EX.T Part 3 - 개한민국
- 2007, 솔로 디지털 싱글: I`m so cold
- 2010, 메이크, 디지털 싱글: 시간 여행자
- 2014, 솔로 디지털 싱글: The Warrior